# سمبات السابع البقرادوني
سمبات السابع البقرادوني (بالأرمنية: Սմբատ Է Բագրատունի)‏ (توفي في 25 أبريل 775) كان نبيلًا أرمنيًا من عائلة البقرادونيين. كان هو وشقيقه فاساك أبناء أشوت الثالث باجراتوني. شغل منصب أمير أرمينيا في 761–775، ولعب دورًا مهمًا في التمرد الأرمني في 774–775 ضد الدولة العباسية. قُتل في معركة باغريفاند. كان والد آشوط الرابع، الذي أعاد ثروات العائلة في أوائل القرن التاسع.